# تشو شيشنغ
تشو شيشنغ (مواليد 20 أكتوبر 1959) هو مبارز بالسيف صيني، مثّل بلاده في الألعاب الأولمبية الصيفية 1984.

## روابط خارجية
تشو شيشنغ على موقع أوليمبيديا (الإنجليزية)